# Cerovec
Cerovec este o arie protejată (arie specială de conservare — SAC, sit de importanță comunitară — SCI) din Slovenia întinsă pe o suprafață de 13,51 ha, integral pe uscat.

## Localizare
Centrul sitului Cerovec este situat la coordonatele 46°15′36″N 15°21′06″E / 46.26°N 15.3517°E.

## Înființare
Situl Cerovec a fost declarat sit de importanță comunitară în aprilie 2004 pentru a proteja 2 specii de animale. Situl a fost protejat și ca arie specială de conservare în februarie 2012.

## Biodiversitate
Situată în ecoregiunea continentală, aria protejată nu include niciun habitat protejat.
La baza desemnării sitului se află mai multe specii protejate de  nevertebrate (2): phengaris nausithous (Maculinea nausithous), Maculinea teleius.